# Едвардсвілл (Пенсільванія)
Едвардсвілл (англ. Edwardsville) — місто (англ. borough) в США, в окрузі Лузерн штату Пенсільванія. Населення — 4929 осіб (2020).

## Географія
Едвардсвілл розташований за координатами 41°15′31″ пн. ш. 75°54′35″ зх. д. / 41.25861° пн. ш. 75.90972° зх. д. (41.258647, -75.909807).  За даними Бюро перепису населення США в 2010 році місто мало площу 3,09 км², з яких 3,00 км² — суходіл та 0,09 км² — водойми.

## Демографія
Згідно з переписом 2010 року, у селищі мешкало 4816 осіб у 2229 домогосподарствах у складі 1197 родин. Густота населення становила 1558 осіб/км².  Було 2506 помешкань (811/км²).
Расовий склад населення:
| - 89,1 % — білих - 5,2 % — чорних або афроамериканців - 0,8 % — азіатів - 0,4 % — корінних американців - 1,6 % — осіб інших рас |

До двох чи більше рас належало 2,7 %. Частка іспаномовних становила 5,4 % від усіх жителів.
За віковим діапазоном населення розподілялося таким чином: 25,2 % — особи молодші 18 років, 57,8 % — особи у віці 18—64 років, 17,0 % — особи у віці 65 років та старші. Медіана віку мешканця становила 36,3 року. На 100 осіб жіночої статі у селищі припадало 81,7 чоловіків;  на 100 жінок у віці від 18 років та старших — 75,0 чоловіків також старших 18 років.
Середній дохід на одне домашнє господарство  становив 44 459 доларів США (медіана — 35 693), а середній дохід на одну сім'ю — 50 623 долари (медіана — 37 067). За межею бідності перебувало 29,3 % осіб, у тому числі 50,6 % дітей у віці до 18 років та 5,3 % осіб у віці 65 років та старших.
Цивільне працевлаштоване населення становило 1645 осіб. Основні галузі зайнятості: освіта, охорона здоров'я та соціальна допомога — 25,0 %, мистецтво, розваги та відпочинок — 16,8 %, виробництво — 12,9 %, будівництво — 10,0 %.